# Glasvar
Glasvar (Lepidorhombus whiffiagonis) är en plattfisk som tillhör familjen piggvarar. Den kallas även glasvarv.

## Utseende
Som hos de flesta piggvarar är vänstersidan ögonsida. Denna är ljusbrun, medan blindsidan är vit. Kroppen är dock  halvgenomskinlig, som namnet antyder. Ryggfenan är lång. Bukfenan och analfenan är åtskilda.
Största längd är 60 cm; arten håller sig dock vanligen under 25 cm. Honan är större än hanen. Största vikt är 3 kg.

## Vanor
Glasvaren är en bottenfisk som föredrar blandbotten (sand och grus) på ett djup mellan 100 och 400 m. I Joniska havet går den dock djupare, mellan 200 och 700 m. Emellertid kan den också vistas pelagiskt; vid lugnt väder kan den simma vid ytan på grunt vatten. Födan utgörs av kräftdjur, bläckfisk och små, bottenlevande fiskar.

### Fortplantning
Arten leker under vår och försommar på djupt vatten vid Brittiska öarna och Island. Äggen som är små (omkring 1 mm) och pelagiska, kläcks efter omkring en vecka. Även ynglen är pelagiska tills de har blivit mellan 2,5 och 3 cm långa.

## Utbredning
Utbredningsområdet sträcker sig från Island via södra Norge, runt Brittiska öarna, Skagerack till Medelhavet och Västsahara (Kap Bojador). Den går sällsynt in i Kattegatt men förökar sig inte i Sverige.

## Kommersiell användning
Glasvaren tas som bifångst vid trålfiske och är en viktig matfisk i många länder. 

## Hot
För beståndet är inga hot kända. Hela populationen ökar. IUCN listar arten som livskraftig (LC).